# Ursula Knott
Ursula Knott (* 10. August 1947 in Wesseling) ist eine deutsche Politikerin und ehemalige Landtagsabgeordnete (CDU).

## Leben und Beruf
Nach dem Besuch der Volksschule, der Realschule und der Höheren Handelsschule war sie Sekretärin an einer Universität und der American Highschool in Heidelberg und Hausfrau. Ab 1970 ist sie selbstständige Gastronomin.
Seit 1972 ist sie Mitglied der CDU und ist in zahlreichen Gremien, vor allem in der Mittelstandsvereinigung (MIT) der CDU vertreten. Ab 1979 war sie Bürgerschaftsvertreterin in Erftstadt.

## Abgeordneter
Vom 30. Mai 1985 bis zum 30. Mai 1990 war Knott Mitglied des Landtags des Landes Nordrhein-Westfalen. Sie wurde über die Landesliste ihrer Partei gewählt. 